# ولاية وادي بني خالد

وادي بني خالد في يناير 2015

وادي بني خالد هي إحدى الولايات التابعة لمحافظة شمال الشرقية في سلطنة عمان وتبعد 203 كم من العاصمة مسقط، تقع ضمن سلسلة جبال الحجر الشرقي بعمان. تجاورها غرباً ولايتا بدية والقابل، وشرقاً ولاية صور، وجنوباً ولاية الكامل والوافي، وشمالاً ولاية دماء والطائيين. يسكنها تقريباً 11 ألف نسمة، يعيشون في حوالي 30 قرية.

## المعالم الأثرية
تشتهر بعدد من المعالم الأثرية والتاريخية، حيث يوجد بها بعض الحصون، أهمها : حصن الموالك في قرية العوينة، ويرجع تاريخ بناؤه إلى القرن الرابع الهجري، وهو أكبر حصون الولاية، وكان مركزاً للوالي والقاضي في السابق. وحصن العدفين في قرية قصوة. وحصن الرزيقيين في قرية الحصن إضافة إلى حصون أخرى لم يتبقى منها غير الأطلال. كما يوجد تسعة أبراج في الولاية.

## جغرافية الولاية
تتموضع ولاية وادي بني خالد في الجنوب الشرقي من سلسلة جبال الحجر والتي تحيط بها من كل الجهات والتي يتوسطها وادي عميق يشق السلسلة الجبلية ليشكل مصبا طبيعيا لمياه الأمطار في ولاية الكامل من جنوب الشرقية.

## المعالم السياحية
تمتلك ولاية وادي بني خالد الكثير من المقومات السياحية، من أهمها : كهف بلدة مقل حيث تتساقط من فوقه المياه المتدفقة بغزارة يصدر منها خرير صاخب وتجول تلك المياه في بركة لكنها سرعان ما تختفي عن الأنظار لتتجمع مره أخرى فيما يشبة البحيرات التي إشتمرها الأهالي في شق ثلاثة أفلاج، وقد اختارت ولاية وادي بني خالد مجرى المياة الموجود في قرية مقل ليكون شعاراً لها. ومن المعالم السياحية أيضاً انتشار العيون في الولاية ومنها :عين الصاروج - عين دوه – اللثب – الكبيرة – كنارة – المنتجر – الحلقة – الحوية – المخدع – الحاجر – الإثنين – وعين غلالة.إضافة إلى وجود 56 فلجاً أهمها : الحيلي – الفرضة – أبو بعرة – الصاروج – الجربي – الكبير.
تملك الولاية نخبة رائعة من المعالم الأثرية تتنوع ما بين حصون، وأبراج بالإضافة إلى المقومات السياحية الأخرى كالطبيعة الساحرة في الكهوف، وبرك المياه ومن أشهر الحصون حصن الموالك الموجود في قرية العوينة، ويعد هذا الحصن أكبر حصون الولاية، ويعود تاريخ بناؤه إلى القرن الرابع الهجري، وقديماً كان يُعتبر هذا الحصن مركزاً للوالي والقاضي، ومن الحصون الأخرى حصن العدفين، وهو من الحصون الشهيرة بقرية القصوة، وبقرية الحصن تجد حصن الزرقين، وهو من أشهر الأماكن  الأثرية بالقرية كما يوجد مجموعة كبيرة من الحصون التي اندثرت، ولكن تركت أطلالها لتدل على أماكن تواجدها وتضم الولاية عدد من الأبراج يصل إلى حوالي تسعة أبراج، ومن الممكن أن يقضي السائح وقتاً ممتعاً مع الطبيعة الساحرة حيث يوجد كهف بلدة مقل أكبر كهوف سلطنة عُمان  الذي يشتهر بتساقط المياه من فوقه فتتساقط المياه، وخلال تساقطها تصدر صوتاً خريراً صاخباً، وتنزل هذه المياه لتصل لبركة تختفي سريعاً، وتكون بحيرة استغلها أهل الولاية في امداد حوالي ثلاثة أفلاج بالمياه ولكن السائح قد يجد مشقة في زيارة هذا الكهف لأنه يضطر أن يصعد الجبال وينزلها و يعبر التكوينات الصخرية وبرك المياه حتى يصل للكهف ويزحف لمدة قليلة جداً ليصل لمكان أوسع ويلاحظ أن الكهف قد اتسع تدريجياً ثم يقف ليكمل رحلته داخل الكهف سيراً على الأقدام ويُفضل أن يصطحب معه كشافاً لينير له الطريق داخل الكهف وبالتالي قد لا تُناسب زيارة الكهف الحالة الصحية، وأعمار العديد من السياح، ومن مناطق الجذب الطبيعي عيون المياه، ومن أشهرها عين دوه، وعين الكبيرة، وعين الصاروخ، وعين كنارة، وعين الكبيرة، وعين المنتجر، ويوجد عدد كبير من الأفلاج يصل إلى حوالي 59 فلج، ومن أشهرهم فلج الحيلي، وفلج أبو بعرة، وفلج الكبير 

## الحرف والصناعات التقليدية
تتميز الولاية بمجموعة من الحرف والصناعات والفنون التقليدية، فمن الحرف : السعفيات بأنواعها – تربية المواشي والرعي – زراعة النخيل والحمضيات والفواكة.

## وصلات خارجية
- المنطقة الشرقية